# NBCUniversal International Networks
NBCUniversal International Networks, anteriormente NBCUniversal Global Networks y Universal Networks International, es parte de NBCUniversal, propiedad de Comcast.

## Historia
Cuando se formó NBCUniversal en 2003, era propietaria de muchos canales de televisión de entretenimiento en Europa y América Latina. La mayoría eran versiones internacionales de Sci Fi Channel, tres canales de series de acción y suspenso en Europa, el canal italiano Studio Universal y la versión latinoamericana de USA Network. 
En 2007, NBCUniversal adquirió Sparrowhawk Media Group, que en ese momento era una empresa británica de medios de comunicación respaldada por capital privado que gestionaba una colección de canales de televisión digital, y la integró en NBCUniversal Global Networks. La compra duplicó con creces el número de canales internacionales en la cartera de NBCUniversal. La joya de la corona de Sparrowhawk era una red internacional de canales de cine disponibles en la mayoría de los continentes bajo la marca Hallmark Channel, pero también había canales de Diva TV, Movies 24 y KidsCo.
El 5 de octubre de 2009, se anunció que la empresa pasaría a llamarse Universal Networks International y centraría su atención en cinco marcas de canal, todas ellas con el nombre "Universal":
- Universal TV
- 13th Street
- Syfy
- E!
- Telemundo
- Universal+
- Dreamworks
- Studio Universal

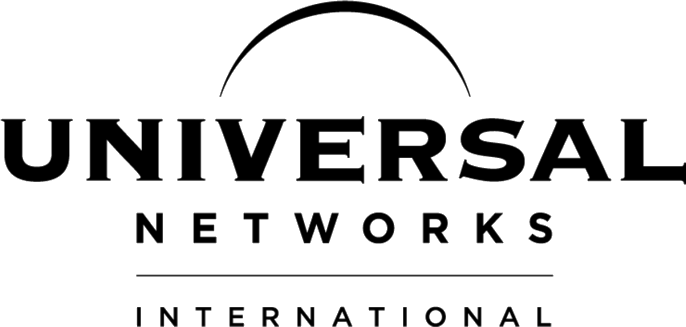
Logotipo anteriormente usado desde 2011 hasta 2016 de Universal Networks International.

En total, la compañía emitió cerca de 70 canales diferentes en 2009.
La revisión comenzó a finales de 2009 y progresó durante 2010. La mayoría de los canales internacionales de ciencia ficción fueron rebautizados como Syfy. La marca Hallmark Channel también fue eliminada gradualmente en la mayoría de los mercados durante 2010. Típicamente, fue reemplazado por la marca Universal Channel en los mercados donde esa marca no estaba disponible antes. En muchos mercados donde Universal Channel ya estaba presente, Hallmark Channel fue reemplazado por Studio Universal, Diva Universal o 13th Street Universal.
Tras la fusión de NBCUniversal y Comcast en 2011, NBCUniversal también opera y distribuye los siguientes canales:
- E! Entertainment Television
- Style Network
- The Golf Channel

## Canales

### Australia y Nueva Zelanda
- 13th Street (+2, HD)
- Bravo (en línea para Nueva Zelanda)
- CNBC Asia
- E!
- Style Network
- Syfy (+2, HD, propiedad absoluta y sustituido SF)
- Universal TV (+2, HD, sustituye a Hallmark Channel Australia y Universal Channel Australia)[5]
- DreamWorks Channel (Sólo Australia)

### Europa
- CNBC Europe
- E!
- Golf Channel
- Euronews (25%)

#### Reino Unido e Irlanda
- Syfy UK (+1, HD, antes Sci Fi Channel UK)
- Movies 24
- Movies 24 +

Anterior:
- Universal TV UK (+1, HD, anteriormente Hallmark Channel UK y Universal Channel UK)

#### Alemania, Austria, Escandinavia y Suiza
- 13th Street Alemania
- Universal TV Alemania
- Syfy Germany (sustituido por Sci Fi Channel Alemania)
- MSNBC (solo disponible por vía terrestre en Berlín)

#### Francia
- 13ème Rue Universal (HD)
- Syfy France (HD, sustituido por Sci Fi Channel France)
- IDF1 (empresa conjunta con el Grupo JLA)

#### Italia
- Studio Universal  Italy
- Class CNBC Italy (empresa conjunta con Class Editori (60%) y Mediaset (20%))

#### España y Portugal
- Calle 13 (HD)
- Syfy España (HD)
- Syfy Portugal (HD)
- DreamWorks Channel (HD) (sólo España)

#### Polonia
- Universal Channel (HD)
- SciFi Universal
- 13 Ulica

#### Rumania
- Diva Universal

#### Serbia, Montenegro, Albania, Croacia, Eslovenia y Macedonia
- SciFi Universal Poland

Anterior:
- 13th Street Universal Benelux
- Syfy Universal Benelux
- Universal Channel Hungría
- Universal Channel (República Checa y Eslovaquia)
- Movies 24 Poland, Romania, Hungary
- Universal Channel (Rusia)
- Diva Universal (Rusia)
- KidsCo Europe

#### Turquía, Grecia, Oriente Medio y África del Norte
- E! Arabia
- CNBC Arabiya
- CNBC Europe
- DreamWorks Channel
- Syfy MENA
- MSNBC (Se muestra en la mayoría de los casos en las noticias de la OSN)
- Sky News

#### En desarrollo
- Studio Universal UK (+1, HD)
- Universal Kids UK (+1, HD)
- DreamWorks Channel UK (+1, HD)
- 13th Street Universal UK

### Latinoamérica

#### Distribuido porOle Distribution
- Universal TV (excepto Brasil)
- USA
- Universal+ (excepto Brasil)
- Studio Universal (excepto Brasil)
- E!
- Telemundo Internacional (excepto México y Brasil)
- DreamWorks Channel Latin América (excepto Brasil)
- CNBC
- Golf Channel

#### Distribuido porCanais Globo
- Universal TV Brasil
- Universal+ Brasil
- Studio Universal Brasil
- USA Brasil
- DreamWorks Channel Brasil

#### Distribuido porTelevisaUnivision
- Telemundo Internacional (Solo en México)

### Japón
- Nikkei CNBC (empresa conjunta con Nihon Keizai Shimbun, TV Tokyo y Jupiter TV)
- Sky News

### Corea del sur
- SBS-CNBC (empresa conjunta con SBS Medianet)
- DreamWorks Channel
- Sky News

### Sudeste asiático
- CNBC Asia
- CNBC Hong Kong
- CNBC Singapore
- CNBC Indonesia (empresa conjunta con Trans Media)
- Diva (sustituyó a Hallmark Channel Asia y más tarde a Diva Universal Asia)
- Golf Channel (HD)
- E! (HD)
- DreamWorks Channel
- Sky News

### Sur de Asia
- CNBC-TV18 (empresa conjunta con TV18)
- CNBC Awaaz (empresa conjunta con TV18)
- CNBC Prime
- CNBC Bajar
- E! (HD)
- Golf Channel (HD)
- Euronews

### África subsahariana
- Universal TV África
- Studio Universal África
- Syfy Universal África
- MSNBC África
- CNBC Europe
- Telemundo
- CNBC África (franquicia operada por África Business News)
- E!
- Sky News

### Estados Unidos y Canadá
- CNBC
- CNBC World
- MSNBC
- Syfy
- E! (HD/VOD)
- E! Canada (operado en franquicia por Bell Media)
- Bravo! (HD, operado en franquicia por Bell Media)
- Golf Channel (HD/VOD/3D)
- Universal Kids (HD, solo en Estados Unidos) (reemplazo de Sprout)
- Telemundo
- Sky News

## Alta definición
El 26 de enero de 2009, Syfy se convirtió en el primero de los canales de NBCUniversal International Networks en comenzar a emitir en alta definición en el Reino Unido. 